# Ceutrons (peuple celte des Alpes)
Ne doit pas être confondu avec Ceutrons (peuple celte de Belgique).
Les Ceutrons ou Centrons sont un des peuples gaulois qui contrôlèrent le col alpin du Petit-Saint-Bernard.

## Histoire

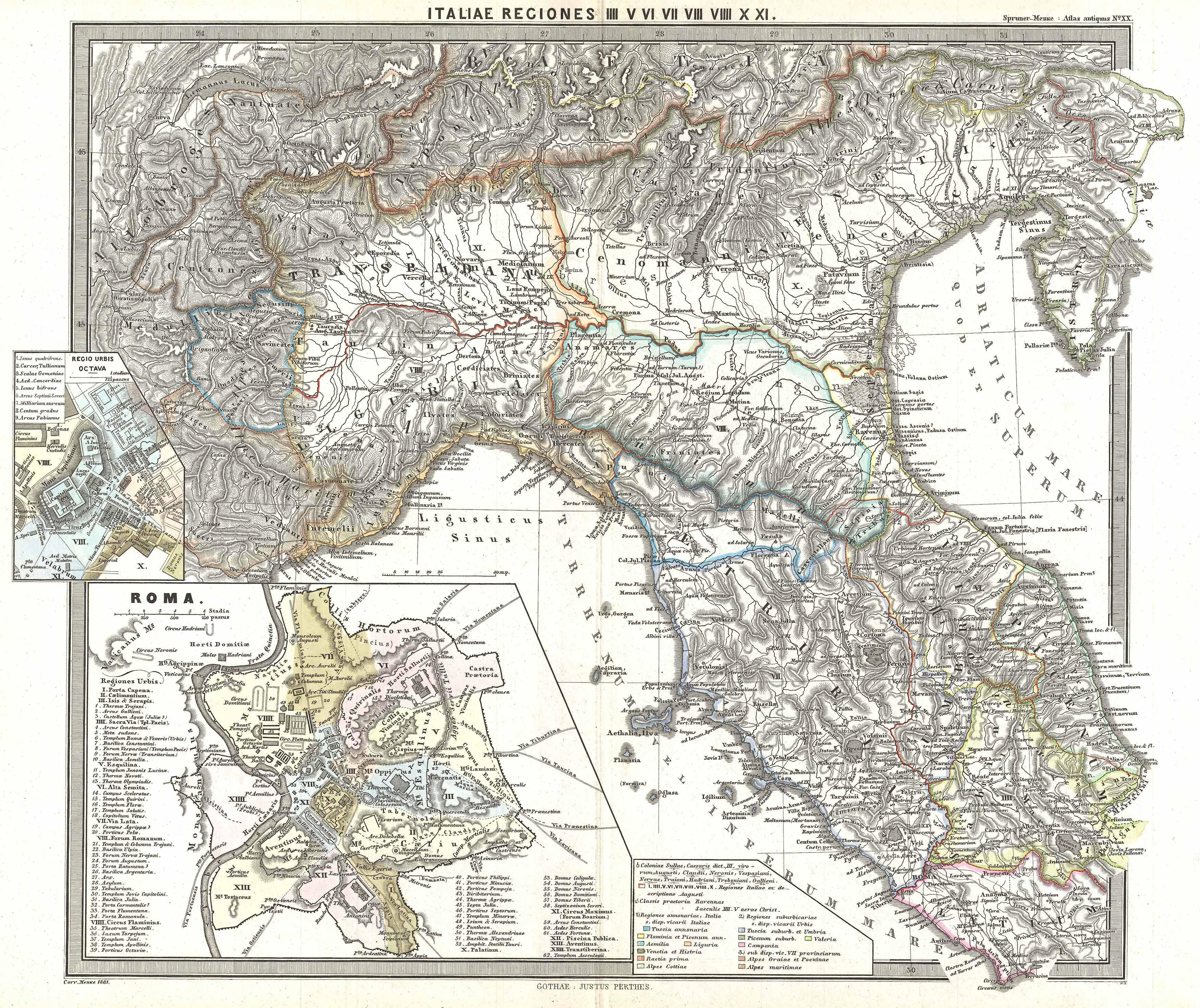
Carte de l'Italie du Nord sous Auguste, avec notamment les limites du territoire ceutrons.

Les Ceutrons sont issus des occupants installés depuis la fin de l'âge du bronze (VIIIe siècle av. J.-C./VIIe siècle av. J.-C.) et formeront un peuple dit « indépendant » au moment de l'installation des Allobroges au IIIe siècle av. J.-C. Ils occupent la Tarentaise, les deux versants du  col du Petit-Saint-Bernard, le Beaufortain la vallee de l'Arly et la partie supérieur de la vallée de l'Arve: le Haut-Faucigny. Ils ont pour voisins, à l'ouest, les Allobroges ; au nord, les Nantuates, et les Véragres (bas-Valais) ; à l'est, les Salasses ; et au sud les Graiocèles et les Médulles en Maurienne.
Ce sont principalement des éleveurs qui participent et aident au trafic par le col du Petit-Saint-Bernard entre Gaule cisalpine et Gaule Transalpine comme l'attestent les nombreux vestiges gaulois des tombes. Ils exploitent aussi des mines de cuivre. Leur principale capitale était alors Axima (Aime). Après une période d'autonomie ils sont celtisés assez fortement par les Allobroges puis ils intègrent définitivement le monde romain sous Auguste, quand celui-ci soumet les peuples alpins qui faisaient obstacle aux communications entre la plaine du Pô et les autres versants des Alpes. Ils furent probablement soumis par Aulus Terentius Varro Murena, légat d'Auguste. L'itinéraire d'Antonin indique d'autres bourgs de ce peuple : Bergiatrum (Bourg-Saint-Maurice) ; Darantasia (Moûtiers) ; Oblinmium (La Bâthie,) et Ad Publicanos (L'Hôpital aujourd'hui Albertville). La table de Peutinger cite les mêmes étapes. Il est possible que ce soit chez eux, en Tarentaise par le col du Petit-Saint-Bernard que passa l'armée d'Hannibal avec ses 38 000 fantassins, 8 000 cavaliers et 37 éléphants en 218 av. J.-C.
La cité ceutrone devient une cité romaine - Forum Claudii Ceutronum - vers 47 ap. J.C., sous le règne de l'empereur Claude. La cité devient la capitale des Alpes Graies/Grées, appelée parfois Centronie. Cette province romaine recouvrait le Haut-Faucigny, la vallée de l'Arly, le Val Montjoie et le Beaufortain et la Tarentaise.
La province avait un intérêt stratégique majeur avec ses cols (cf. Alpes Grées) reliant Rome à la Gaule, d'où l'effort de la part des procurateurs pour entretenir les voies, malgré le climat alpin, et les gîtes d'étapes. Alpis Graia construite à partir de 45 av. J.-C., sur le passage du col du Petit-Saint-Bernard, devint un des axes de franchissement des Alpes les plus utilisés. Les remaniements administratifs unirent la province à celle des Alpes Graies et des Alpes Pennines.

## Les Ceutrons dansla Guerre des Gaules
Dans ses Commentaires sur la Guerre des Gaules, César cite les Ceutrons des Alpes, lorsqu'ils tentèrent en 58 av. J.-C. de s'opposer à son passage entre Océlum en Gaule cisalpine et le territoire des Voconces et une autre citation concerne les Centrons, peuple de la Gaule belgique :
- « (...) il gagne l’Italie par grandes étapes ; il y lève deux légions, en met en campagne trois autres qui prenaient leurs quartiers d’hiver autour d’Aquilée, et avec ses cinq légions il se dirige vers la Gaule ultérieure, en prenant au plus court, à travers les Alpes. Là, les Ceutrons, les Graiocèles, les Caturiges, qui avaient occupé les positions dominantes, essayent d’interdire le passage à son armée. (...)[8] »